# ギデオン・グレンジャー

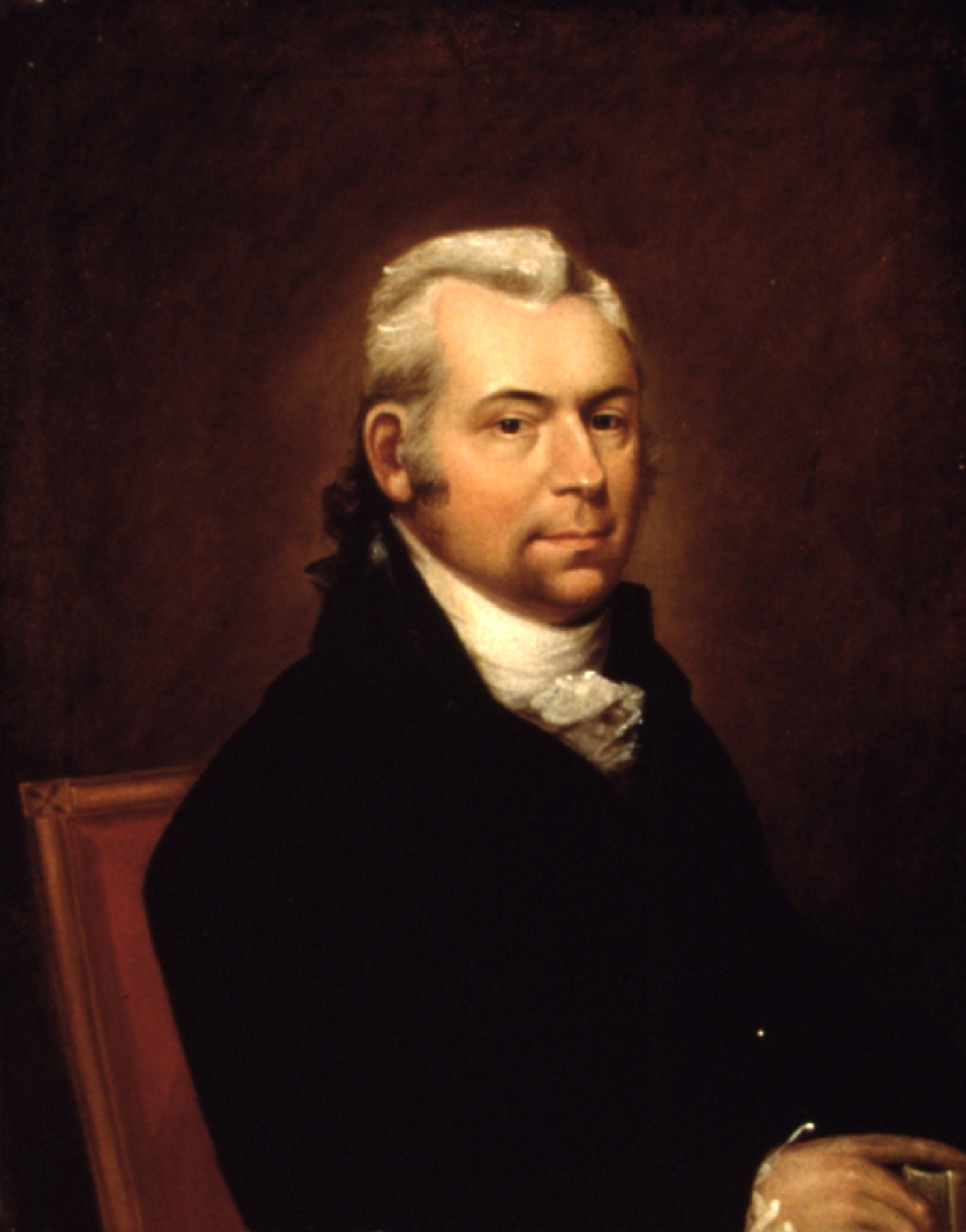
ギデオン・グレンジャー

ギデオン・グレンジャー（Gideon Granger, 1767年7月19日 - 1822年12月21日）は、アメリカ合衆国の政治家。1801年から1814年まで第7代アメリカ合衆国郵政長官を務めた。

## 生い立ちと家族
1767年、グレンジャーはコネチカット植民地サフィールドにおいて、ギデオン・グレンジャー（Gideon Granger, 1735年1月15日 - 1800年10月30日）とトライフォーサ・ケント（Tryphosa Kent, 1738年9月1日 - 1796年9月21日）の息子として誕生した。グレンジャーは1787年にイェール大学を卒業し、1789年に弁護士として認可を受けた。
1790年6月14日、グレンジャーはコネチカット州サフィールドにおいて、マインドウェル・ピース（Mindwell Pease, 1770年8月31日 - 1860年4月17日）と結婚した。2人の間には以下の子供が生まれた。
- ラルフ・グレンジャー（Ralph Granger, 1790年11月22日 - 1843年12月7日）
- フランシス・グレンジャー（Francis Granger, 1792年12月1日 - 1868年8月31日） - 第13代アメリカ合衆国郵政長官
- ジョン・アルバート・グレンジャー (John Albert Granger, 1795年9月11日 - 1870年6月26日）

## 政治活動
グレンジャーは1792年から1801年までコネチカット州下院議員を務めた。グレンジャーは共和党の少数派の指導者として活動した。グレンジャーは1795年の公立学校法の制定に重要な役割を果たした。グレンジャーはイギリスの貴族院規則に反対する意見を支持した。これは当時の連邦党の主要意見と合致するものであった。グレンジャーはハートフォードにおいて自身の政治意見を「アメリカン・マーキュリー」というペンネームで出版した。
1798年、グレンジャーは民主共和党に参加し、合衆国議会への進出を試みたが、失敗した。だが1801年、トーマス・ジェファーソン大統領はグレンジャーを郵政長官として指名し、グレンジャーはそれを受諾した。グレンジャーは続くジェームズ・マディソン政権でも郵政長官を継続し、1814年に辞任した。
郵政長官退任後、グレンジャーはニューヨーク州で弁護士業を開業した。グレンジャーはエリー運河の建設計画に関心を示した。グレンジャーは1820年から1821年までニューヨーク州上院議員を務めた。

## 晩年
1822年12月21日、グレンジャーはニューヨーク州カナンデーグアで死去した。グレンジャーの遺体はカナンデーグア市内のウッドローン墓地に埋葬された。